# 紀元前737年
紀元前737年（きげんぜん737ねん）は、西暦（ローマ暦）による年。紀元前1世紀の共和政ローマ末期以降の古代ローマにおいては、ローマ建国紀元17年として知られていた。紀年法として西暦（キリスト紀元）がヨーロッパで広く普及した中世時代初期以降、この年は紀元前737年と表記されるのが一般的となった。

## 他の紀年法
- 干支 : 甲辰
- 中国
  - 周 - 平王34年
  - 魯 - 恵公32年
  - 斉 - 荘公贖58年
  - 晋 - 孝侯3年
  - 秦 - 文公29年
  - 楚 - 武王4年
  - 宋 - 宣公11年
  - 衛 - 荘公揚21年
  - 陳 - 桓公8年
  - 蔡 - 宣侯13年
  - 曹 - 桓公20年
  - 鄭 - 荘公7年
  - 燕 - 鄭侯28年
- 朝鮮
  - 檀紀1597年
- ユダヤ暦 : 3024年 - 3025年